# Jose ben Kisma
Jose (Yossi) ben Kisma (in ebraico יוסי בן קיסמא ‎?, da leggersi come Yossi ben Kisma) (Israele, I secolo – ...) era un saggio ebreo, rabbino Tanna della 3ª generazione (80 - 110 e.v.),.
Di opinioni moderate, Jose aveva obiettato alla ribellione contro le autorità romane. In quella occasione, il Midrash descrive un dibattito tra lui e Rabbi Haninah ben Teradion, uno dei "Dieci Martiri", sullo studio della Torah nonostante il divieto dei romani. Il Midrash descrive che quando Jose ben Kisma morì, i grandi di Roma vennero a seppellirlo e quando ritornarono dal funerale, trovarono Haninah ben Teradion che insegnava la Torah in pubblico, e lo fecero giustiziare con morte sul rogo.
La Mishnah cita una saggio di Jose ben Kisma:
(Pirkei Avot, Cap. 6)